# Tim Gunn
Timothy M. "Tim" Gunn (nascido em 29 de julho de 1953) é um consultor de moda americano. É mais conhecido pelo seu cargo de mentor de estilistas e grandes celebridades de Hollywood e tem o seu próprio programa de TV denominado Tim Gunn: Guru de Estilo (Discovery Home & Health, no qual ajuda mulheres sem senso de moda a se transformarem.